# 燦爛雲斑鰕鱂
燦爛雲斑鰕鱂，為輻鰭魚綱鯉齒目鰕鱂亞目溪鱂科的其中一種，為亞熱帶淡水魚，被IUCN列為易危保育類動物，分布於南美洲巴西里約熱內盧鄰近淡水流域，體長可達3公分，棲息在底中層水域，生活習性不明，可作為觀賞魚。

## 擴展閱讀
維基物種上的相關：燦爛雲斑鰕鱂